# Hypercompe chelifer
Hypercompe chelifer là một loài bướm đêm thuộc phân họ Arctiinae, họ Erebidae.